# Oskar von Wertheimer
Oskar von Wertheimer ( Vienne, 11 novembre 1892 - Auschwitz, février 1944) est un écrivain autrichien d'origine juive.
Spécialisé dans les romans historiques, il écrit plusieurs ouvrages à succès , traduits dans le monde entier ,,. En raison de son origine juive, pendant la Seconde Guerre mondiale il est arrêté par la police française à Nice en 1944 et envoyé au Camp de Drancy, puis à Auschwitz-Birkenau, où il meurt dans le train 69 .

## Œuvres
- Briefe (1914-1918) nach der vonder Ungarischen akademie der wissenschaften, avec István Tisza, 1928 [6]
- Napoléon III, Abenteurer, Frauenheld, Cäsar; mit Benutzung unveröffentlichten matériaux, 1928
- Respektlose Geschichten, 1930
- Kleopatra, 1930 , traduit en portugais et publié par Livraria do Globo en 1935 [7]
- Christine von Schweden, 1936 , traduit en portugais et publié par Livraria do Globo en 1937
- Machiavel, 1942 , traduit en portugais et publié par Livraria do Globo en 1942